# 게오르기 스비리도프
게오르기 바실리예비치 스비리도프(러시아어: Гео́ргий Васи́льевич Свири́дов, 1915년 12월 16일~1998년 1월 6일)는 소련과 러시아의 작곡가이다. 러시아 정교회 전통 성가의 영향을 받은 합창 음악과 러시아 문화 요소를 찬양하는 관현악 작품으로 잘 알려져 있으며 활동했을 당시 대부분 비평가들에게 찬사를 받았다. 그의 작품은 러시아 교회 음악의 신성한 요소뿐만 아니라 동유럽 민속 음악, 표트르 차이콥스키 같은 19세기 유럽 낭만주의 작곡가, 같은 시대 신낭만주의 작곡가, 미하일 레르몬토프, 표도르 튜체프, 알렉산드르 블로크와 같은 러시아 낭만주의 시인들의 작품의 영향을 받았다.